# ABBA Voyage
Este artículo trata del concierto virtual. Para el álbum, véase Voyage (álbum).
ABBA Voyage es una residencia de conciertos virtuales del grupo pop sueco ABBA. El concierto presenta avatares digitales (denominados 'ABBAtars'), que representan al grupo tal como aparecían en 1979. Las voces fueron regrabadas por el grupo en un estudio sueco específicamente para este espectáculo, y están acompañadas por una banda instrumental en vivo de diez miembros en el escenario. Los conciertos se llevan a cabo en «ABBA Arena», un recinto construido especialmente en el Parque Olímpico Reina Isabel en Londres.
Los ABBA digitales fueron creados en colaboración con la legendaria compañía de efectos visuales Industrial Light & Magic, después de semanas y meses de técnicas de captura de movimiento y rendimiento con los cuatro miembros de la banda y un equipo de 850 personas, en lo que es la primera incursión de la compañía en la música.
El concierto ABBA Voyage es producido por Svana Gisla y Ludvig Andersson, dirigido por Baillie Walsh y coreografiado por Wayne McGregor.

## Antecedentes

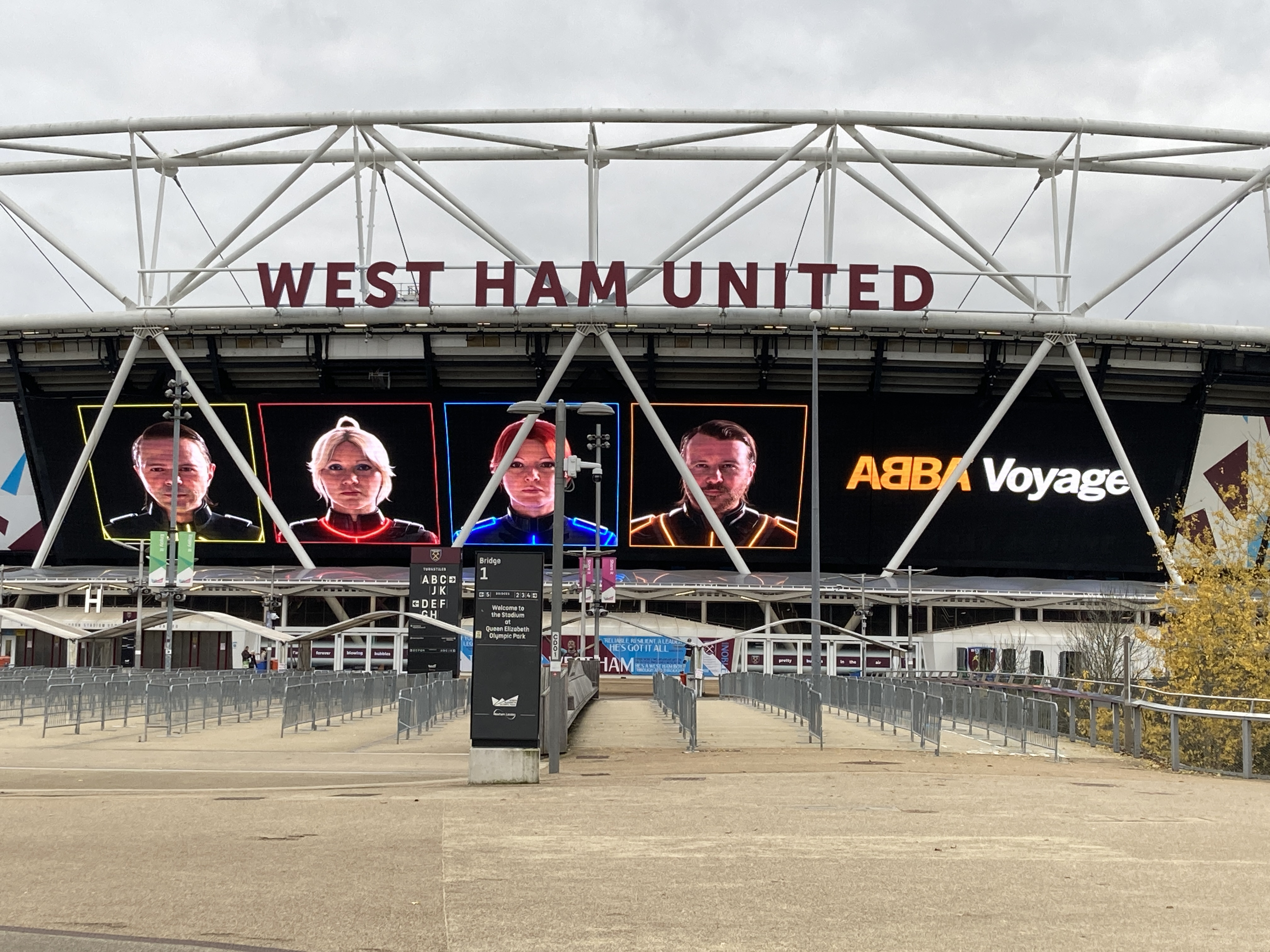
Un cartel publicitario del concierto en el Estadio de Londres, el 15 de diciembre de 2021.

ABBA se separó de manera no oficial en diciembre de 1982. A pesar del renovado interés en la banda desde la década de 1990, impulsado por el éxito mundial de su álbum de grandes éxitos ABBA Gold, el musical Mamma Mia! y su adaptación cinematográfica, los miembros se negaron repetidamente a reunirse. Se dice que rechazaron una oferta de mil millones de dólares en 2000 para volver a actuar. En 2008, Björn Ulvaeus declaró al Sunday Telegraph: «Nunca volveremos a aparecer en el escenario. Simplemente no hay motivación para reagruparnos». Repitió la declaración en una entrevista en 2014 mientras promocionaba la publicación de ABBA: The Official Photo Book.

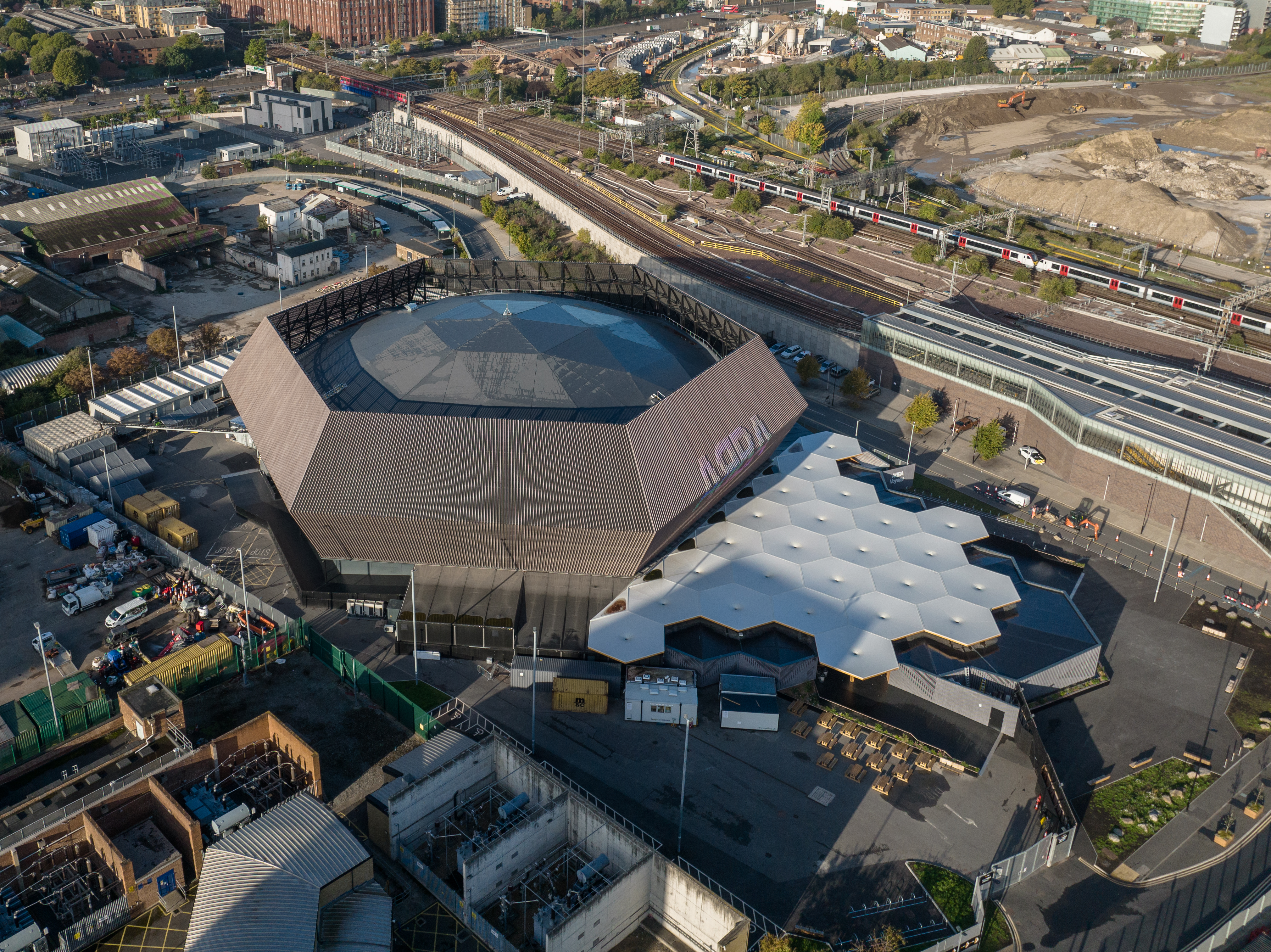
ABBA Arena en octubre de 2022.

En septiembre de 2017, Benny Andersson dijo al periódico sueco Expressen que había planes para que ABBA realizara una gira «virtual» utilizando avatares digitales del grupo. En abril de 2018, los cuatro miembros emitieron un comunicado diciendo que, durante los preparativos para la gira, se habían reunido en el estudio y habían grabado dos nuevas canciones, tituladas «I Still Have Faith in You» y «Don't Shut Me Down».

## Anuncio y desarrollo
El 26 de agosto de 2021, se lanzó el sitio web «ABBA Voyage», indicando el anuncio de un nuevo proyecto una semana después. El 2 de septiembre de 2021, una conferencia de prensa transmitida a nivel mundial desde el Parque Olímpico Reina Isabel en el este de Londres confirmó que los conciertos virtuales tendrían lugar en Londres a partir del 27 de mayo de 2022. Además, se anunció el lanzamiento de Voyage, un nuevo álbum de ABBA, para el 5 de noviembre de 2021. El nuevo álbum cuenta con diez canciones, incluidas las previamente anunciadas «I Still Have Faith in You» y «Don't Shut Me Down». Los conciertos presentan una banda en vivo de diez miembros tocando junto a los avatares digitales del grupo, interpretando 22 de los mayores éxitos de ABBA. Andersson comentó que mientras armaban la lista de canciones, la banda se dio cuenta de que «no podemos no tocar [los éxitos], pero también queríamos darle algo de dinámica al concierto, así que hay algunas canciones que el público no conocerá tanto, pero a nosotros nos gustan, así que las incluimos. Son veintiuno canciones y se siente bien».
Los conciertos comenzaron en mayo de 2022 y, hasta ahora, se han extendido hasta mayo de 2025.

## Tecnología ABBAtar
La banda digital, utilizando las voces grabadas originalmente en las canciones, es acompañada por una banda instrumental en vivo en el escenario. Andersson declaró que ILM «puede hacer el trabajo si quisiéramos cambiar un par de canciones en un año más o menos, y trabajar en ello, y será exactamente lo mismo. No tenemos que regresar nosotros mismos al estudio de nuevo. Eso es lo que nos han prometido».

## Recepción de la crítica
La noche de apertura de ABBA Voyage contó con la asistencia de celebridades, incluyendo a Kylie Minogue, Keira Knightley, Kate Moss, Sharleen Spiteri y Carola Häggkvist, así como miembros de la familia real sueca, incluyendo al rey Carlos XVI Gustavo de Suecia y la reina Silvia de Suecia. Mark Sutherland de Variety escribió que la multitud dio una ovación de pie en el concierto. Después de la presentación de 90 minutos de los avatares, los cuatro miembros de ABBA aparecieron en el escenario y dieron una reverencia. Desde entonces, el concierto ha sido recibido con una aclamación crítica generalizada.

## Repertorio
| Acto uno | Acto dos | Acto tres | Acto cuatro | Acto cinco                                      | Encoro                                                                      |
| --- | --- | --- | --- | ----------------------------------------------- | --------------------------------------------------------------------------- |
| 1. «Skallgång» 2. «The Visitors» 3. «Hole in Your Soul» 4. «SOS» (con introducción de piano «EastEnders theme tune») 5. «Knowing Me, Knowing You» (interludio de vídeo) | 1. «Chiquitita» 2. «Fernando» 3. «Mamma Mia» 4. «Does Your Mother Know» 5. «Eagle» («Rora» vídeo interludio 1) | 1. «Lay All Your Love on Me» (interludio de vídeo) 2. «Summer Night City» 3. «Gimme! Gimme! Gimme! (A Man After Midnight)» 4. «Voulez-Vous» («Rora» vídeo interludio 2) | 1. «When All Is Said and Done» 2. «Don't Shut Me Down» 3. «I Still Have Faith in You» 4. «Waterloo» (interludio de vídeo) | 1. «Thank You for the Music» 2. «Dancing Queen» | 1. «The Winner Takes It All» 2. «I Wonder (Departure)» (outro instrumental) |